# Tetragonula testaceitarsis
Tetragonula testaceitarsis is een vliesvleugelig insect uit de familie bijen en hommels (Apidae). De wetenschappelijke naam van de soort is voor het eerst geldig gepubliceerd in 1901 door Cameron.